# حصن الشرف (يريم)

تعديل مصدري - تعديل

حصن الشرف هي إحدى قرى عزلة بني عمر بمديرية يريم التابعة لمحافظة إب، بلغ تعداد سكانها 259 نسمة حسب تعداد اليمن لعام 2004.